# Yue Qingshuang
Yue Qingshuang (en chino: 岳清爽; Harbin, 5 de octubre de 1985) es una deportista china que compitió en curling.
Participó en dos Juegos Olímpicos de Invierno, obteniendo una medalla de bronce en Vancouver 2010 y el séptimo lugar en Sochi 2014.
Ganó tres medallas en el Campeonato Mundial de Curling entre los años 2008 y 2011.

## Palmarés internacional
| Juegos Olímpicos   | Juegos Olímpicos          | Juegos Olímpicos  | Juegos Olímpicos |
| Año                | Lugar                     | Medalla           | Prueba           |
| ------------------ | ------------------------- | ----------------- | ---------------- |
| 2010               | Vancouver (Canadá)        | Medalla de bronce | Equipo           |
| Campeonato Mundial |                           |                   |                  |
| Año                | Lugar                     | Medalla           | Prueba           |
| 2008               | Vernon (Canadá)           | Medalla de plata  | Equipo           |
| 2009               | Gangneung (Corea del Sur) | Medalla de oro    | Equipo           |
| 2011               | Esbjerg (Dinamarca)       | Medalla de bronce | Equipo           |